# 요르고스 카티디스
요르고스 카티디스(그리스어: Γιωργος Κατιδης, 1993년 2월 12일 ~ )는 그리스의 축구 선수로 포지션은 미드필더이다. 현재는 체코 네셔널 풋볼 리그의 FK 프르지브람에서 뛰고 있다.

## 경력
2010년부터 2012년까지 아리스 소속으로 뛰었으며 2012년 8월 27일 AEK 아테네와 4년 계약을 체결하면서 이적하였다. 나치 경례 사건이 터진 후 2013년 7월 최대 2년 계약으로 노바라 칼초로 이적했다. 2014년 7월 구단은 그와의 계약 연장 옵션을 행사하지 않기로 했다고 발표했다.
이후 다시 모국으로 돌아와 동년 10월에 PAE 베리아와 2년 계약에 서명하였으나 별 다른 활약을 보여주지 못하고 이듬해 1월 방출되었다. 며칠 뒤 레바이아코스 FC와 2년 반 계약을 맺었으나 여기서도 단 몇경기 출장에 그쳤다.
이후 2016년 1월에 파네잘리오스와 1년, 2017년 핀란드의 FF 야로와 잔여 시즌 출장 계약을 맺는 등 여러 구단을 돌아다니다 2017년 8월에 입단한 체코의 FK 올림피아 프라하에서 이전과는 다른 좋은 모습을 보였고 이를 바탕으로 2018년 7월에 같은 리그에 속해있는 FK 프르지브람으로 2년 계약을 맺으며 이적하였다.

## 나치 경례 사건
2013년 3월 16일에 열린 베리아 FC 와의 경기에서 결승골을 기록한 뒤에 나치 경례를 연상시키는 골 셀러브레이션을 하여 비난의 대상이 되었다. 그리스 축구 협회는 그를 그리스의 각급 축구 대표팀에서 영구 제명하는 중징계를 내렸으며 AEK 아테네는 그와 맺은 계약을 해지하였다.